# Bolos en los Juegos Suramericanos de 2014 - Individuales Femenino
El torneo femenino de Bolos en su categoría individuales en Santiago 2014 se desarrolló en el Mall Plaza Vespucio entre los días 10 y 14 de marzo de 2014. Participaron 18 jugadoras.

## Resultados

### Primera Serie 6 líneas
| Rank | Nacionalidad | Jugador                     | Puntaje |
| ---- | ------------ | --------------------------- | ------- |
| 1    | Colombia     | Clara Guerrero              | 1299    |
| 2    | Venezuela    | Patricia de Faria           | 1227    |
| 3    | Chile        | Constanza Bahamondes        | 1218    |
| 4    | Venezuela    | Karen Marcano               | 1211    |
| 5    | Argentina    | María de las Mercedes Pérez | 1177    |
| 6    | Colombia     | Anggie Ramírez              | 1149    |
| 7    | Brasil       | Roberta Camargo             | 1130    |
| 8    | Panamá       | Edissa Andrade              | 1125    |
| 9    | Argentina    | Vanessa Rinke               | 1100    |
| 10   | Ecuador      | Erika Saverio               | 1096    |
| 11   | Chile        | Verónica Valdebenito        | 1049    |
| 12   | Brasil       | Karla Bokor                 | 1033    |
| 13   | Panamá       | Tilcia Lancini              | 1025    |
| 14   | Perú         | Úrsula Álvarez              | 1019    |
| 15   | Bolivia      | Mónica Pacheco              | 1009    |
| 16   | Perú         | Cecilia Mori                | 998     |
| 17   | Bolivia      | Ana Miranda                 | 947     |
| 18   | Paraguay     | Susana López                | 888     |

### Segunda Serie 6 líneas
| Rank | Nacionalidad | Jugador                     | Puntaje |
| ---- | ------------ | --------------------------- | ------- |
| 1    | Venezuela    | Karen Marcano               | 2615    |
| 2    | Colombia     | Clara Guerrero              | 2564    |
| 3    | Venezuela    | Patricia de Faria           | 2444    |
| 4    | Colombia     | Anggie Ramírez              | 2399    |
| 5    | Chile        | Constanza Bahamondes        | 2358    |
| 6    | Argentina    | María de las Mercedes Pérez | 2304    |
| 7    | Brasil       | Roberta Camargo             | 2273    |
| 8    | Argentina    | Vanessa Rinke               | 2260    |
| 9    | Ecuador      | Erika Saverio               | 2249    |
| 10   | Panamá       | Edissa Andrade              | 2196    |
| 11   | Perú         | Cecilia Mori                | 2153    |
| 12   | Chile        | Verónica Valdebenito        | 2110    |
| 13   | Brasil       | Karla Bokor                 | 2062    |
| 14   | Bolivia      | Mónica Pacheco              | 2022    |
| 15   | Perú         | Úrsula Álvarez              | 2008    |
| 16   | Panamá       | Tilcia Lancini              | 2000    |
| 17   | Bolivia      | Ana Miranda                 | 1949    |
| 18   | Paraguay     | Susana López                | 1911    |

### Cuartos de final
| Rank | Nacionalidad | Jugador                     | Puntaje |
| ---- | ------------ | --------------------------- | ------- |
| 1    | Colombia     | Anggie Ramírez              | 753     |
| 2    | Venezuela    | Patricia de Faria           | 673     |
| 3    | Colombia     | Clara Guerrero              | 672     |
| 4    | Venezuela    | Karen Marcano               | 632     |
| 5    | Argentina    | Vanessa Rinke               | 610     |
| 6    | Chile        | Constanza Bahamondes        | 609     |
| 7    | Ecuador      | Erika Saverio               | 556     |
| 8    | Venezuela    | María de las Mercedes Pérez | 539     |

### Semifinales
| Rank | Nacionalidad | Jugador        | Puntaje |
| ---- | ------------ | -------------- | ------- |
| 1    | Venezuela    | Karen Marcano  | 687     |
| 2    | Colombia     | Clara Guerrero | 651     |

### Final
| Rank | Nacionalidad | Jugador        | Puntaje |
| ---- | ------------ | -------------- | ------- |
| 1    | Venezuela    | Karen Marcano  | 689     |
| 2    | Colombia     | Clara Guerrero | 580     |

## Podio
| Rank              | Nacionalidad | Jugador           |
| ----------------- | ------------ | ----------------- |
| Medalla de oro    | Venezuela    | Karen Marcano     |
| Medalla de plata  | Colombia     | Clara Guerrero    |
| Medalla de bronce | Colombia     | Anggie Ramírez    |
| Medalla de bronce | Venezuela    | Patricia de Faria |